# Germán Medina Angulo
Germán Medina Angulo (Yarumal, 27 de junio de 1901-Medellín, 18 de marzo de 1977) fue un abogado, empresario y político colombiano. 
Se desempeñó como Gobernador de Antioquia entre 1945 y 1946. 

## Biografía
Nació en Yarumal, al norte de Antioquia, en junio de 1901, hijo de Heliodoro Medina Estrada y de Rosa Angulo Uribe. Hizo su educación primaria con los Hermanos de las Escuelas Cristianas, y su bachillerato en el Liceo de la Universidad de Antioquia, en Medellín. Comenzó estudios de Derecho en esta universidad en 1921, pero dos años después, en 1923, se pasó a la Universidad Nacional de Colombia, en Bogotá.
Inició su trabajo en el sector público como Juez en Medellín. Se afilió al Partido Liberal y ascendió rápidamente al interior de sus filas, convirtiéndose en Presidente del Directorio Liberal en Antioquia y en miembro del Directorio Nacional. Fue secretario de Gobierno de Medellín en 1939, durante la administración del alcalde Luis Mesa Villa. Se desempeñó como miembro de ambas Cámaras del Congreso, tanto como Senador como Representante a la Cámara; en el congreso fue uno de los impulsores de la creación del Instituto de Crédito Territorial.
Fue uno de los fundadores de la Universidad de Medellín, de la cual donó sus terrenos, y fue su rector por 14 años. En el campo empresarial fue cofundador y gerente de la Compañía Antioqueña de Tejidos, accionista de Tejidos Unión, Calcetería Helios, Suavitex, Tejidos San Francisco y Confecciones Oriente. Miembro fundador de la Asociación Nacional de Industriales, fue uno de los principales impulsores del cultivo de algodón en el Río Sinú.
Casado en 1929 con Lucrecia Uribe Uribe, falleció en Medellín en 1977.